# Antepipona paglianoi
Antepipona paglianoi är en stekelart som beskrevs av Giordani Soika 1989. Antepipona paglianoi ingår i släktet Antepipona och familjen Eumenidae. Inga underarter finns listade i Catalogue of Life.